# Vlado Kovačić
Vladimir Kovačić (Zagreb, 16. ožujka 1937. – Zagreb, 17. ožujka 2007.) bio je hrvatski kazališni, televizijski i filmski glumac.

## Filmografija

### Televizijske uloge
- "Nepokoreni grad" (1982.)

### Filmske uloge
- "Čudnovate zgode šegrta Hlapića" kao Majstor Mrkonja (glas) (1997.)
- "Čarobnjakov šešir" kao Vukohoda (1990.)
- "Glembajevi" (1988.)
- "Čudesna šuma" kao tvor, sova i kaktus stražar (1986.)
- "Novinar" (1979.)

### Sinkronizacija
- "Charlotteina mreža" (2007.)
- "Pinokio i car noći" kao gradonačelnik i lađar (2006.)
- "Titan: Nakon uništenja Zemlje" kao Tek i Firrikash (2006.)
- "Auti 1" kao Not Chuck (2006.)
- "Pusti vodu da miševi odu" kao štakor Bjelko [Bill Nighty] (2006.)
- "Čarobni vrtuljak" kao narednik Ratko (2005.)
- "Bambi" kao žaba (2005.)
- "Pobuna na farmi" kao Palamuda Slim (2004.)
- "Riba ribi grize rep" kao Don Ira Feinberg (2004.)
- "Leif Ericson: Dječak koji je otkrio Ameriku" kao viking, kormilar i djed Herjólfr (2004.)
- "Shrek 2" kao Vuk, Kiklop i divovski medenjak Mongo (2004.)
- "Garfield 1" kao zamjenik Hopkins (2004.)
- "Sinbad: Legenda o sedam mora" (2003.)
- "Rugratsi u divljini" (2003.)
- "Barbie Matovilka" kao zmaj Hugo, kralj Wiliam (2002.)
- "Kralj lavova 1" kao glodavac Potrčko (2003.)
- "Legenda o medvjedu" kao medvjed #1 (2003.)
- "Pčelica Maja" kao pukovnik mrav (prva sinkronizacija) (2003.)
- "Sandokan" kao Petan, komandant i mornar tigar (2002.)
- "Barbie u Krcko Oraščiću" kao pukovnik Metvica (2001.)
- "Simsala Grimm" kao Simsala Grimm (1. i 2. sezona), Kralj, otac div [S01.EP01], Kralj, vozač čamca [S1.EP05], Buco [S1.EP06], Fred [S1.EP07], Kralj [S1.EP10], Karabas [S1.EP12], magarac Sivonja, kapetan [S2.EP01], Miha krojač [S2.EP03], Kralj Grdan [S2.EP04], Kralj [S2.EP06], lovac, patuljak [S2.EP08], kraljević #4 [S2.EP10] i ostali likovi
- "Putnici" kao Stvar (kompjuterska kocka)
- "Ivica i Marica" kao kralj trolova, zli lasica (2002.) - verzija iz Anchor Bay Entertainment
- "Američka priča 2: Miš na Divljem Zapadu" kao sporedni likovi (miševi, mačke, ljudi) (2002.)
- "Američka priča 1" kao Warren T. Štakor (2002.)
- "Zemlja daleke prošlosti" (serijal) kao Sarin tata triceratops, pripovjedač #2, dugovrat #2 (4), sporedni likovi (1988. – 2007.)
- "Shrek 1" (2001.)
- "Josip: Kralj snova" kao faraon (2000.)
- "Kako je Grinch ukrao Božić!" kao Grinch (2000.)
- "Put u El Dorado" kao Hernan Cortez, vojnik El Dorada (2000.)
- "Sedmi brat" kao Jastreb, cvileći jež, Štef, tata jež i svizac (2000.)
- "Čarobni mač" kao razbojnik (1999.)
- "Željezni div" kao Željezni div i čovjek u kamionu (1999.)
- "Gospodar prstenova" kao kralj Theoden (1999.)
- "Scooby-Doo: Otok Zombija" (1999.)
- "Rudolph: Jelen crvenog nosića" kao Rudolphov otac Munja i polarni medvjed Brundaš (1998.)
- "Hercules" kao Zeus, Atlas, kamen-faca polupripovjedač (1998.) - iz studija Golden Films
- "Legenda o Su-Ling" kao Chenov otac car Tang (1998.) - iz studija Golden Films
- "Princezin dvorac" kao zli stražar 3#, svijeća na trokrakom svijećnjaku 1#, vitezov oklop, začarani kuhar iz kuhinjske posluge (čuturica s hranjivim ljepilom) (1999.) - iz studija Golden Films
- "Priča o Egiptu" kao faraon Seti, pustinjski razbojnik 1#, Jahve, izraelski starješina 5# (modroplavi-sivi) (1998.) - verzija iz Golden Films
- "Tarzan" kao vođa zlih majmuna (1998.) - verzija iz Golden Films
- "Kamelot" kao Merlin, Sir Gawain, pripovjedač (1998.) - verzija iz Golden Films
- "Kralj džungle" kao lav Maksimilijan III. - kralj džungle, ljudski lovac Ernest, nosorog (1998) - iz studija Golden Films
- "Čovjek zvan Kremenko (film)"
- "Obitelj Kremenko: Božićna pjesma" kao Djed Božićnjak i Duh sadašnjih Božića
- "Obitelj Kremenko" kao razni likovi
- "Beskrajna priča (serija)" kao Falkor - iz studija Nelvana
- "Popaj i sin" kao Popaj (Blitz Film i TV verzija)
- "Batman i Superman Film" kao Ceasar Carlini, Bibbo Bibbowski i Perry White (1997.)
- "Čarobna božićna pustolovina" kao Djed Božićnjak (1997.)
- "Annabelina želja" kao Djed Božićnjak (1997.)
- "Božićni vilenjaci" kao pripovjedač, vilenjak Veliki Jack, Djed Božićnjak, kraljevski zeleno-plavi stražar, pekar (1997.) - iz studija Golden Films
- "Labuđa princeza 2" kao Knuckle - Claviusov sluga (1997.)
- "Lucky Luke: Balada o Daltonima" (1997.)
- "Tili i njen zmaj" kao Wilner i pripovjedač (1997.)
- "Zvonar crkve Notre Dame" kao violina Paganini, Claudov otac barun, egzekutor, sporedni likovi (1997.) - verzija iz Golden Films
- "Ljepotica i zvijer" kao sluganski duh #1 (1997.) - verzija iz Golden Films
- "Gulliverova putovanja" kao vladar Lilliputanaca, kraljevski savjetnik (1997.) - verzija iz Golden Films
- "Snjeguljica" kao Ivica #1 i #5 (1997.) - verzija iz Golden Films
- "Asterix u Britaniji" kao Julije Cezar, mali rimski vojnik, crnački gusar (1997.)
- "Asterix protiv Cezara" kao Julije Cezar (1997.)
- "Asterix i 12 zadataka" kao Julije Cezar, pripovjedač, rimski vojnik, Versus Perzijanac, konobar, birokrat #9, Jupiter, duh rimskog vojnika i Automatix (1997.)
- "Asterix i Kleopatra" kao Julije Cezar, pripovjedač, rimski vojnik (1997.)
- "Asterix Gal" kao Julije Cezar, pripovjedač, rimski vojnik, Markus Logikus, gal, galski promatrač i Grakus Vranus (1997.)
- "Medvjedići hrabra srca" kao Lav hrabrog srca i morska zmija Živčavko (1997.)
- "Jura iz džungle 2" kao Conrad i Mathis (1996.)
- "Čiči na putu oko svijeta za 80 dana" kao šef Rocky
- "Silvestrove i Čičijeve tajne" kao Yozemit Sam, šef Rocky, Totterov čuvar
- "Zekoslavci" kao Montana Max
- "Gdje je Jura?" kao pripovjedač/show voditelj
- "Kapetan Zaspan"
- "Princ Valiant"
- "Conan pustolov" kao Wrath-Amon, Conanov djed, Windfang, ostali likovi
- "Transformers: Generacija 1 / 2" kao Optimus Prime, Smokescreen, građevinski radnik #1
- "The Scooby Doo Show" kao Scooby-Doo i Clarence (1997.)
- "Kraljević i prosjak" kao gospodin Pero, Kruna od afričkog veleposlanika, prosjak iz udruge prosjaka, prodavač jabuke, kraljevski sluga (1996.) - verzija iz Golden Films
- "Scooby Doo i prijatelji" kao Scooby-Doo, kapetan broda, zli duh Crunch, kauboj kojot Droop-a-Long, divovski gušter i divovska dlakava zvijer
- "Scooby Doo i Scrappy Doo" kao Scooby-Doo (1996.)
- "Noina arka" kao pas Yobab, kralj Shaloh, Jahve, slon, smeđi konj, Shalohov vojnik (1995.) - verzija iz Golden Films
- "Pocahontas" kao bijeli orao, Gainsov čuvar #1, Indijanac #1 (1995.) - verzija iz Golden Films
- "Trnoružica" kao div Valdar (1995.) - verzija iz Jetlag Productions i GoodTimes Entertainment
- "Crvenkapica" kao Vuk (1995.) - verzija iz Jetlag Productions i GoodTimes Entertainment
- "Balto 1" kao haski Nikki [Jack Angel], doktor Curtis Welch, mesar (1995.)
- "Scooby Doo i braća Boo" kao Scooby-Doo (1995.)
- "Legenda o sjevernom vjetru" kao Watunin otac (1994.)
- "Povratak dinosaura" kao triceratops Woog (1993.)
- "Looney Tunes" kao Yozemit Sam, šef Rocky
- "Čudo u zemlji igračaka"

## Vanjske poveznice
- Vlado Kovačić u internetskoj bazi filmova IMDb-u (engl.)
- Stranica na Komedija.hr  Arhivirana inačica izvorne stranice od 13. prosinca 2010. (Wayback Machine)